# Louise xứ Lorraine
Louise xứ Lorraine (tiếng Pháp: Louise de Lorraine-Vaudémont; 30 tháng 4 năm 1553 – 29 tháng 1 năm 1601) là Vương hậu Pháp khi kết hôn với Henri III của Pháp vào ngày 15 tháng 2 năm 1575 cho đến khi chồng qua đời vào ngày 2 tháng 8 năm 1589, và là Vương hậu Ba Lan và Công tước phu nhân Lietuva trong một thời gian ngắn. Là Thái hậu, Louise giữ danh hiệu Nữ Công tước xứ Berry từ năm 1589 cho đến khi qua đời.

## Những năm đầu đời
Sinh ra tại Nomeny trong Công quốc Bar, Louise là con gái thứ ba và là con út của Nicolas xứ Lorraine, Công tước xứ Mercœur và Nữ Bá tước Marguerite d'Egmont. Louise là người con duy nhất còn song sót, các anh chị của Louise, hai chị gái và một anh trai đã qua đời khi còn nhỏ.
Mẹ của Louise qua đời ngay trước sinh nhật đầu tiên của bà vào năm 1554, sau đó cha của Louise nhanh chóng tái hôn vào năm 1555 với Jeanne xứ Savoie-Nemours. Jeanne cho Louise một nền giáo dục cổ điển vững chắc và giới thiệu bà đến triều đình của Nancy khi mới mười tuổi. Jeanne xứ Savoie-Nemours mất năm 1568, và cha của Louise kết hôn lần thứ ba và cuối cùng vào năm 1569 với Catherine xứ Lorraine-Aumale.
Ở tuổi 20, Louise được mô tả là một cô gái tóc vàng xinh đẹp và thanh tú, có nước da trắng, đôi mắt màu nâu nhạt (che giấu bởi việc bị cận thị nhẹ), với vóc dáng mảnh mai và thanh tú. Cách nuôi dạy của Louise khiến bà có tính cách trầm lặng, nghiêm túc và ngoan đạo.

## Lời cầu hôn của Henri III
Louise lần đầu tiên gặp Henri vào mùa thu năm 1573, khi Henri, Công tước xứ Anjou đang trên đường đến Kraków, thủ đô của Ba Lan-Lietuva, vương quốc mới của ông. Louise đã thu hút sự quan tâm của Henri trong một lễ kỷ niệm để vinh danh cuộc bầu cử của ông với tư cách là Quốc vương Ba Lan-Lietuva.
Sau cái chết của Charles IX của Pháp, Henri của Ba Lan-Lietuva đã kế vị dưới cái tên Henri III của Pháp và trở về nước một cách bị mật. Louise đang cùng gia đình đi du lịch tới Reims để dự lễ đăng quang của Henri, thì Philippe Hurault de Cheverny và Michel Du Guast đến để thực hiện lời cầu hôn của Henri.

## Vương hậu Pháp

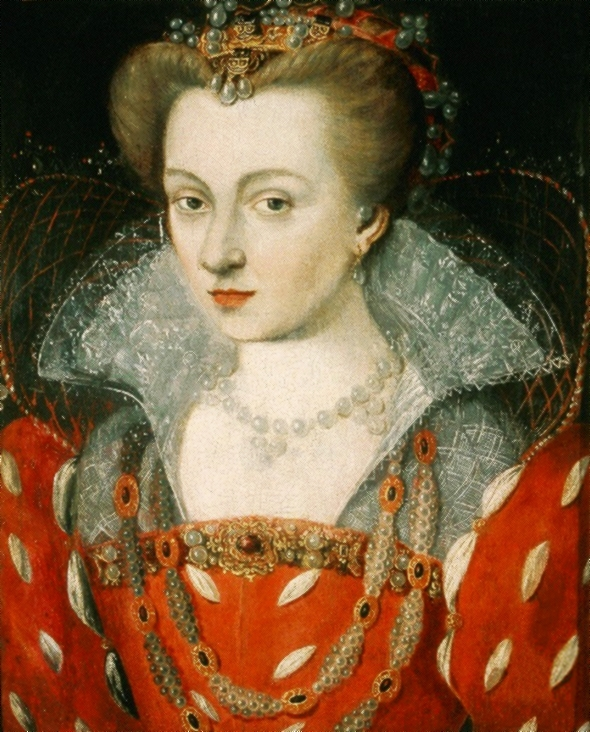
Tranh vẽ bởi Jean Rabel, k. 1575.

Đám cưới của Louise và Henri diễn ra tại Nhà thờ Reims trong một buổi lễ được tổ chức bởi Charles, Hồng y de Bourbon vào hai ngày sau khi Henri đăng quang, ngày 15 tháng 2 năm 1575. Vào cuối tháng, Vương hậu mới của Pháp chính thức đặt chân đến Paris với chồng.
Được mô tả là một phụ nữ trẻ "ngọt ngào và đức hạnh", Louise ngay lập tức yêu chồng một cách sâu sắc, một cảm giác không bao giờ thay đổi bất chấp những khó khăn, bi kịch, sự không chung thủy và cuối cùng là cái chết. Là một người ngoan đạo, Louise được cho là đã phải chịu đựng rất nhiều đau khổ vì những mâu thuẫn trong gia đình, (giữa Nhà Guise và Lorraine và đặc biệt là giữa em trai Philippe Emmanuel), và Henri trong Chiến tranh tôn giáo.

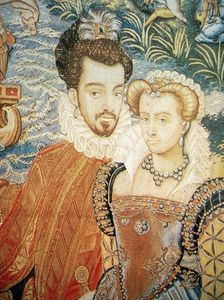
Louise và Henri III, chi tiết trong Thảm Valois, Firenze, Phòng trưng bày Uffizi.

Nhờ tính cách điềm tĩnh của mình, Louise đã chấp nhận sự lập dị của Henri, như việc ông thích mặc cho Louise những bộ váy thanh lịch và biến Louise trở thành một con búp bê thời trang, và bà sẵn sàng chấp nhận điều này vì thấy vui khi được chồng chú ý. Xuất thân từ một nền giáo dục đơn giản ở trong nước, Louise trao Jeanne de Dampierre danh hiệu Première dame d'honneur để hướng dẫn bà nghi thức và cách cư xử của triều đình, và Louise de la Béraudière với vai trò là Dame d'atour, hướng dẫn Louise về thời trang và ngoại hình để biến bà thành một vương hậu có thể đáp ứng được ý tưởng về trang phục của Henri III, cả hai đều được báo cáo là hoàn thành rất tốt với nhiệm vụ của mình. Sự quan tâm của Nhà vua trong việc nuông chiều Louise đã được kẻ thù của Henri sử dụng để chống lại ông, và Henri còn được gọi là "Người làm tóc cho vợ" trong một tờ rơi phỉ báng.
Cuộc hôn nhân của hai người không sinh được người con nào. Rõ ràng Louise đã mang thai vào đầu cuộc hôn nhân nhưng bị sảy thai vào tháng 5 năm 1575; tuy nhiên đây là một tin đồn chưa được xác nhận vì chưa có thông báo chính thức nào về việc mang thai. Vương hậu tự trách mình vì điều này và kết quả là Louise trở nên gầy gò và mắc phải những cơn trầm cảm. Trong khoảng thời gian từ năm 1579 đến 1586, cả Louise và Henri đã thực hiện nhiều lễ vật và hành hương sùng đạo, đặc biệt là đến Chartres và các phương pháp trị liệu spa với hy vọng có người nối ngôi. Kết quả là người thừa kế được cho là Enrique III của Navarra (sau cái chết của anh trai Nhà vua là François, Công tước xứ Anjou vào năm 1584) đã gây tranh cãi, một điều gây thêm áp lực cho cả Louise và Henri. Năm 1584, có tin đồn rằng Henri III sẽ ly dị Louise nhưng họ đã chứng minh là không đúng sự thật. Theo Brantôme, có một lần, một nữ quan đã khuyên Louise rằng vì cuộc hôn nhân của vương hậu sẽ không thể sinh được người con nào, nên sẽ khôn ngoan hơn nếu dùng một phương pháp khác (ám chỉ một người cha ruột khác). Tuy nhiêu, Louise rất phật ý với lời khuyên này và từ chối lắng nghe.
Với tư cách là vương hậu, Louise được Henri giao cho vai trò đại diện quan trọng và thường đi cùng chồng, tham gia các buổi lễ, tiệc tùng và tiệc chiêu đãi bên cạnh ông, và thực hiện các nhiệm vụ đại diện, chẳng hạn như tại phiên họp khai mạc của Hội đồng các đẳng cấp, và khi Louise đặt viên đá nền móng cho Pont Neuf cùng Henri vào ngày 31 tháng 5 năm 1578. Louise không bao giờ tham gia vào các vấn đề nhà nước ngoại trừ theo nghĩa nghi lễ thuần túy: bà tham dự Hội đồng của nhà vua, tiếp nhận các đại sứ tại phòng riêng và điều hành lễ khai mạc quốc hội khi bà được yêu cầu thực hiện những nhiệm vụ vì lý do nghi lễ, nhưng Louise không bao giờ sử dụng những nhiệm vụ này để thực sự tham gia vào chính trị.
Louise được công chúng yêu mến vì vẻ đẹp và tính cách nhân hậu. Nhờ sự yêu mến này, vào năm 1588, bà đã chứng minh được sự ủng hộ mang tính biểu tượng về mặt đạo đức khi đã ở lại Paris với mẹ chồng, sau khi Henri chạy trốn khỏi thủ đô trong cuộc xung đột với Công tước xứ Guise.

### Thái hậu

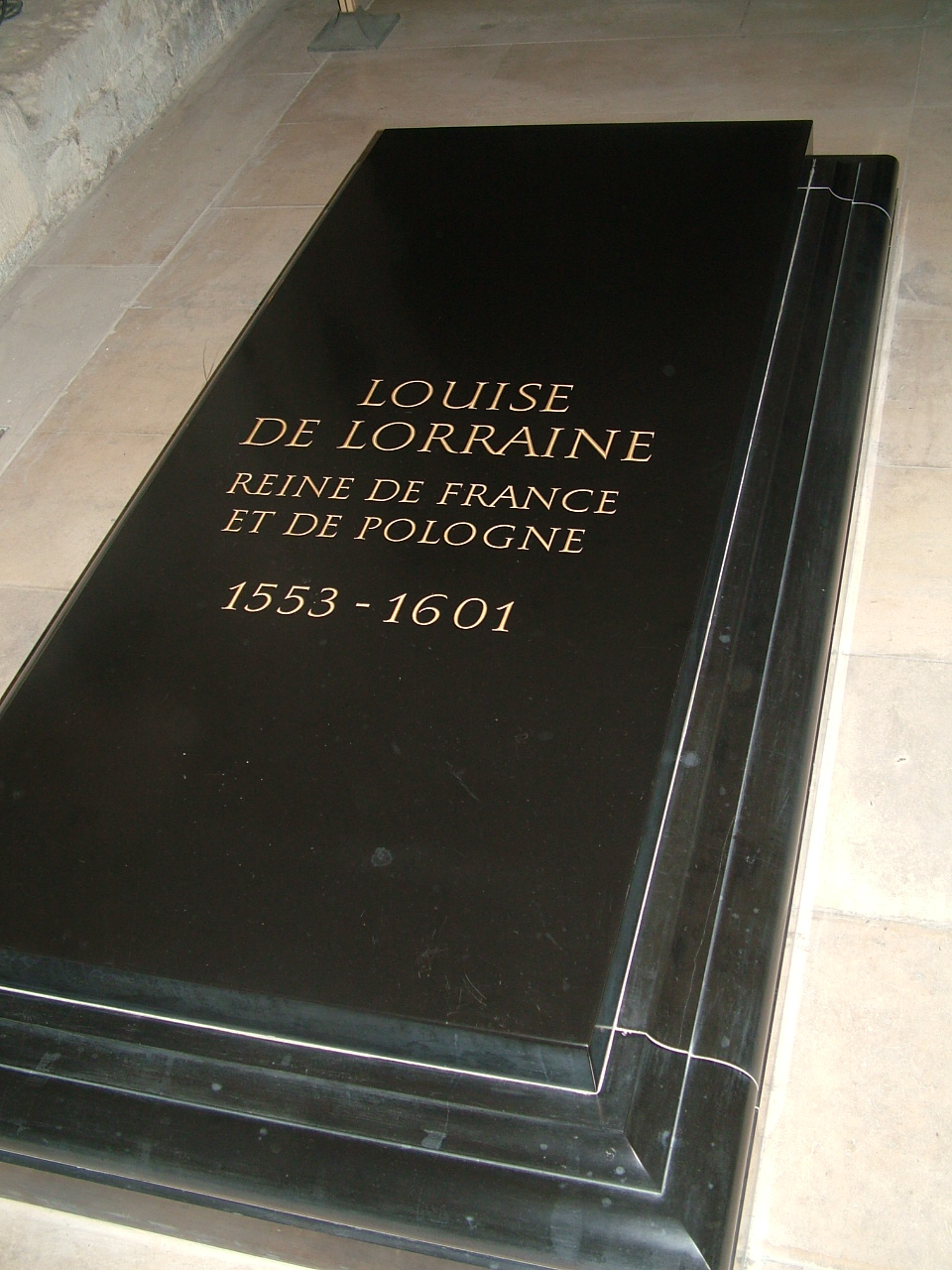
Nơi chôn cất của Louise xứ Lorraine tại Saint-Denis.

Sau vụ ám sát Henri III bởi Jacques Clément vào ngày 1 tháng 8 năm 1589, Louise rơi vào trạng thái trầm cảm vĩnh viễn và bắt đầu mặc đồ trắng, màu tang tóc truyền thống của các Vương hậu Pháp và được mệnh danh là "Vương hậu trắng". Với của hồi môn, Louise nhận được Công quốc Berry đến suốt đời. Louise làm việc để phục hồi trí nhớ về Henri, người bị rút phép thông công sau vụ ám sát Hồng y Guise. Vào ngày 6 tháng 9 năm 1589, chỉ một tháng sau cái chết của chồng, Louise yêu cầu Henri IV minh oan cho người chồng quá cố của mình và vào ngày 20 tháng 1 năm 1594, bà chính thức yêu cầu phục hồi danh dự cho Henri III tại một buổi lễ ở Nantes.
Sau cái chết của chồng và trong 11 năm tiếp theo, Louise sống tại Château de Chenonceau, nơi bà nhận được quyền thừa kế từ mẹ chồng. Louise đã sửa phòng của mình trên tầng hai và phủ kín các bức tường bằng màu đen. Đồ trang trí khá u ám với những vật dụng thường dùng trong tang lễ: cây thánh giá, xẻng và đầu chôn cất, sừng dê đựng đầy nước mắt, và màu trang trí đen và bạc cũng được sử dụng trên rèm cửa giường và cửa sổ. Nhưng lâu đài dần ngập trong nợ nần và không có khoản lương hưu lớn, Louise đã để lại cho cháu gái là Françoise xứ Lorraine, người con duy nhất còn sống và là người thừa kế của em trai bà, người sau này kết hôn với César, Công tước xứ Vendôme (con trai ngoài giá thú của Henri IV và Gabrielle d'Estrées).
Louise qua đòi tại Lâu đài Moulins ở Moulins, Allier vào ngày 29 tháng 1 năm 1601 và tất cả tài sản của bà đã được phân phối hoặc sử dụng để trả các khoản nợ. Vào tháng 9 năm 1603, một tông sắc đã ra lệnh xây dựng một Tu viện dòng Capuchin ở Paris để chôn cất Louise, được thực hiện vào ngày 20 tháng 3 năm 1608. Di hài của Louise, được tìm thấy vào tháng 10 năm 1805, được đặt tại hầm mộ hoàng gia của Vương cung thánh đường Thánh Denis từ năm 1817. Louise là Vương hậu duy nhất trước Cách mạng Pháp được thực sự chôn cất trong một ngôi mộ mang tên mình tại Saint-Denis.

## Tổ tiên
| \| \| \| \| \| \| \| \| \| \| \| 8. René II, Công tước xứ Lorraine \| \| \| \| \| \| \| \| \| \| \| \| \| \| \| \| \| \| \| \| \| \| \| \| \| \| \| \| \| \| \| \| \| \| \| \| \| \| \| \| \| \| \| \| \| \| \| \| \| \| \| 4. Antoine, Công tước xứ Lorraine \| \| \| \| \| \| \| \| \| \| \| \| \| \| \| \| \| \| \| \| \| \| \| \| \| \| \| \| \| \| \| \| \| \| \| \| \| \| \| \| \| \| \| \| \| \| \| \| \| \| \| \| \| \| \| \| \| \| \| \| 9. Philippa xứ Guelders \| \| \| \| \| \| \| \| \| \| \| \| \| \| \| \| \| \| \| \| \| \| \| \| \| \| \| \| \| \| \| \| \| \| \| \| \| \| \| \| \| \| \| \| \| \| \| \| \| \| \| \| \| \| \| \| \| \| \| \| 2. Nicolas, Công tước xứ Mercœur \| \| \| \| \| \| \| \| \| \| \| \| \| \| \| \| \| \| \| \| \| \| \| \| \| \| \| \| \| \| \| \| \| \| \| \| \| \| \| \| \| \| \| \| \| \| \| \| \| \| \| \| \| \| \| \| \| \| \| \| 10. Gilbert, Bá tước xứ Montpensier \| \| \| \| \| \| \| \| \| \| \| \| \| \| \| \| \| \| \| \| \| \| \| \| \| \| \| \| \| \| \| \| \| \| \| \| \| \| \| \| \| \| \| \| \| \| \| \| \| \| \| \| \| \| \| \| \| \| \| \| 5. Renée xứ Bourbon \| \| \| \| \| \| \| \| \| \| \| \| \| \| \| \| \| \| \| \| \| \| \| \| \| \| \| \| \| \| \| \| \| \| \| \| \| \| \| \| \| \| \| \| \| \| \| \| \| \| \| \| \| \| \| \| \| \| \| \| 11. Chiara Gonzaga \| \| \| \| \| \| \| \| \| \| \| \| \| \| \| \| \| \| \| \| \| \| \| \| \| \| \| \| \| \| \| \| \| \| \| \| \| \| \| \| \| \| \| \| \| \| \| \| \| \| \| \| \| \| \| \| \| \| \| \| 1. Louise xứ Lorraine \| \| \| \| \| \| \| \| \| \| \| \| \| \| \| \| \| \| \| \| \| \| \| \| \| \| \| \| \| \| \| \| \| \| \| \| \| \| \| \| \| \| \| \| \| \| \| \| \| \| \| \| \| \| \| \| \| \| \| \| 12. Johann III xứ Egmont \| \| \| \| \| \| \| \| \| \| \| \| \| \| \| \| \| \| \| \| \| \| \| \| \| \| \| \| \| \| \| \| \| \| \| \| \| \| \| \| \| \| \| \| \| \| \| \| \| \| \| \| \| \| \| \| \| \| \| \| 6. Johann IV xứ Egmont \| \| \| \| \| \| \| \| \| \| \| \| \| \| \| \| \| \| \| \| \| \| \| \| \| \| \| \| \| \| \| \| \| \| \| \| \| \| \| \| \| \| \| \| \| \| \| \| \| \| \| \| \| \| \| \| \| \| \| \| 13. Magdalena xứ Werdenberg \| \| \| \| \| \| \| \| \| \| \| \| \| \| \| \| \| \| \| \| \| \| \| \| \| \| \| \| \| \| \| \| \| \| \| \| \| \| \| \| \| \| \| \| \| \| \| \| \| \| \| \| \| \| \| \| \| \| \| \| 3. Marguerite xứ Egmont \| \| \| \| \| \| \| \| \| \| \| \| \| \| \| \| \| \| \| \| \| \| \| \| \| \| \| \| \| \| \| \| \| \| \| \| \| \| \| \| \| \| \| \| \| \| \| \| \| \| \| \| \| \| \| \| \| \| \| \| 14. Jacques II, Lãnh chúa xứ Fiennes \| \| \| \| \| \| \| \| \| \| \| \| \| \| \| \| \| \| \| \| \| \| \| \| \| \| \| \| \| \| \| \| \| \| \| \| \| \| \| \| \| \| \| \| \| \| \| \| \| \| \| \| \| \| \| \| \| \| \| \| 7. Françoise xứ Luxembourg \| \| \| \| \| \| \| \| \| \| \| \| \| \| \| \| \| \| \| \| \| \| \| \| \| \| \| \| \| \| \| \| \| \| \| \| \| \| \| \| \| \| \| \| \| \| \| \| \| \| \| \| \| \| \| \| \| \| \| \| 15. Margareta xứ Brugge-Gruuthuse \| \| \| \| \| \| \| \| \| \| \| \| \| \| \| \| \| \| \| \| \| \| \| \| \| \| \| \| \| \| \| \| \| \| \| \| \| \| \| \| \| \| \| |                                      |  |  |  |  |  |  |  |  |                                   |  |  |  |
| |                                      |  |  |  |  |  |  |  |  | 8. René II, Công tước xứ Lorraine |  |  |  |
| |                                      |  |  |  |  |  |  |  |  |                                   |  |  |  |
| |                                      |  |  |  |  |  |  |  |  |                                   |  |  |  |
| |                                      |  |  |  |  |  |  |  |  |                                   |  |  |  |
| | 4. Antoine, Công tước xứ Lorraine    |  |  |  |  |  |  |  |  |                                   |  |  |  |
| |                                      |  |  |  |  |  |  |  |  |                                   |  |  |  |
| |                                      |  |  |  |  |  |  |  |  |                                   |  |  |  |
| |                                      |  |  |  |  |  |  |  |  |                                   |  |  |  |
| | 9. Philippa xứ Guelders              |  |  |  |  |  |  |  |  |                                   |  |  |  |
| |                                      |  |  |  |  |  |  |  |  |                                   |  |  |  |
| |                                      |  |  |  |  |  |  |  |  |                                   |  |  |  |
| |                                      |  |  |  |  |  |  |  |  |                                   |  |  |  |
| | 2. Nicolas, Công tước xứ Mercœur     |  |  |  |  |  |  |  |  |                                   |  |  |  |
| |                                      |  |  |  |  |  |  |  |  |                                   |  |  |  |
| |                                      |  |  |  |  |  |  |  |  |                                   |  |  |  |
| |                                      |  |  |  |  |  |  |  |  |                                   |  |  |  |
| | 10. Gilbert, Bá tước xứ Montpensier  |  |  |  |  |  |  |  |  |                                   |  |  |  |
| |                                      |  |  |  |  |  |  |  |  |                                   |  |  |  |
| |                                      |  |  |  |  |  |  |  |  |                                   |  |  |  |
| |                                      |  |  |  |  |  |  |  |  |                                   |  |  |  |
| | 5. Renée xứ Bourbon                  |  |  |  |  |  |  |  |  |                                   |  |  |  |
| |                                      |  |  |  |  |  |  |  |  |                                   |  |  |  |
| |                                      |  |  |  |  |  |  |  |  |                                   |  |  |  |
| |                                      |  |  |  |  |  |  |  |  |                                   |  |  |  |
| | 11. Chiara Gonzaga                   |  |  |  |  |  |  |  |  |                                   |  |  |  |
| |                                      |  |  |  |  |  |  |  |  |                                   |  |  |  |
| |                                      |  |  |  |  |  |  |  |  |                                   |  |  |  |
| |                                      |  |  |  |  |  |  |  |  |                                   |  |  |  |
| | 1. Louise xứ Lorraine                |  |  |  |  |  |  |  |  |                                   |  |  |  |
| |                                      |  |  |  |  |  |  |  |  |                                   |  |  |  |
| |                                      |  |  |  |  |  |  |  |  |                                   |  |  |  |
| |                                      |  |  |  |  |  |  |  |  |                                   |  |  |  |
| | 12. Johann III xứ Egmont             |  |  |  |  |  |  |  |  |                                   |  |  |  |
| |                                      |  |  |  |  |  |  |  |  |                                   |  |  |  |
| |                                      |  |  |  |  |  |  |  |  |                                   |  |  |  |
| |                                      |  |  |  |  |  |  |  |  |                                   |  |  |  |
| | 6. Johann IV xứ Egmont               |  |  |  |  |  |  |  |  |                                   |  |  |  |
| |                                      |  |  |  |  |  |  |  |  |                                   |  |  |  |
| |                                      |  |  |  |  |  |  |  |  |                                   |  |  |  |
| |                                      |  |  |  |  |  |  |  |  |                                   |  |  |  |
| | 13. Magdalena xứ Werdenberg          |  |  |  |  |  |  |  |  |                                   |  |  |  |
| |                                      |  |  |  |  |  |  |  |  |                                   |  |  |  |
| |                                      |  |  |  |  |  |  |  |  |                                   |  |  |  |
| |                                      |  |  |  |  |  |  |  |  |                                   |  |  |  |
| | 3. Marguerite xứ Egmont              |  |  |  |  |  |  |  |  |                                   |  |  |  |
| |                                      |  |  |  |  |  |  |  |  |                                   |  |  |  |
| |                                      |  |  |  |  |  |  |  |  |                                   |  |  |  |
| |                                      |  |  |  |  |  |  |  |  |                                   |  |  |  |
| | 14. Jacques II, Lãnh chúa xứ Fiennes |  |  |  |  |  |  |  |  |                                   |  |  |  |
| |                                      |  |  |  |  |  |  |  |  |                                   |  |  |  |
| |                                      |  |  |  |  |  |  |  |  |                                   |  |  |  |
| |                                      |  |  |  |  |  |  |  |  |                                   |  |  |  |
| | 7. Françoise xứ Luxembourg           |  |  |  |  |  |  |  |  |                                   |  |  |  |
| |                                      |  |  |  |  |  |  |  |  |                                   |  |  |  |
| |                                      |  |  |  |  |  |  |  |  |                                   |  |  |  |
| |                                      |  |  |  |  |  |  |  |  |                                   |  |  |  |
| | 15. Margareta xứ Brugge-Gruuthuse    |  |  |  |  |  |  |  |  |                                   |  |  |  |
| |                                      |  |  |  |  |  |  |  |  |                                   |  |  |  |
| |                                      |  |  |  |  |  |  |  |  |                                   |  |  |  |